# Lidia Proietti
Lidia Proietti (Foggia, 30 gennaio 1921 – Imbersago, 16 settembre 2014) è stata una pianista italiana.

## Biografia
Il padre, appassionato di musica, la spinge a studiare pianoforte fin da piccolissima a Brescia, quindi a Milano e finalmente al Conservatorio di Bologna dove si diploma a pieni voti il 14 maggio 1941 a 20 anni ottenendo oltretutto il premio Mugellini assegnato al miglior diplomato.
Dopo il diploma frequenta i corsi di perfezionamento all’Accademia Chigiana di Siena, che tanta parte avrà nella sua vita musicale in seguito, e alla Accademia di Santa Cecilia a Roma con il M. Alfredo Casella.  Casella, suo mentore e ispiratore, scrisse di lei nel 1946: “La pianista Lidia Proietti ha frequentato i miei corsi di perfezionamento presso l’Accademia di Santa Cecilia di Roma e la Chigiana di Siena. Dal corso di Roma essa è uscita nello scorso luglio ottenendo il diploma col massimo dei voti. Durante questi anni essa, con un lavoro costante, ha potuto sviluppare al più alto grado il suo talento naturale, il quale, sorretto ormai da una seria preparazione e da una tecnica eccellente ne fa uno dei migliori elementi del nostro concertismo nazionale”.
Nei primi anni di carriera concertistica vince importanti concorsi e arriva in finale a Parigi e Ginevra. A partire dagli anni quaranta sue esibizioni verranno trasmesse su Radio Rai. Nel 1943 comincia la collaborazione, che continuerà fino al 1978, con l’Accademia Chigiana per i corsi di violino tenuti dai più prestigiosi virtuosi dello strumento: Varga, Enescu, Yvonne Astruc, Franco Gulli e Salvatore Accardo col quale avvierà un'attività di collaborazione e concerti. Ad Arezzo seguirà i corsi tenuti da Arturo Benedetti Michelangeli, in quegli stessi anni. 
A Bologna dirige la sezione A.GI.MUS e il circolo musicale Campagnoli di Cento, nati e pensati per programmare attività di giovani pianisti, solisti ed esecutori di talento. Nel 1971 si esibisce nella 
Wigmore Hall. Negli anni settanta terrà cicli di concerti in Austria, fonderà la scuola di musica di Cento, e sarà presidente per tre anni del Soroptimist International Association di Bologna. 
La sua attività di docente viene affiancata da quella di primo direttore donna di un conservatorio, il G.B. Martini di Bologna, dal 1979 e il 1991 e per queste attività viene insignita dal Presidente della Repubblica della carica di Cavaliere e Grande Ufficiale del Lavoro.
Resterà a Bologna, sua città di adozione fino al 2008 anno nel quale si trasferisce a Imbersago vicino al fratello e ai numerosi nipoti. Muore il 16 settembre 2014.